# Машић
Машић је насељено мјесто у Западној Славонији. Припада општини Драгалић, у Бродско-посавској жупанији, Република Хрватска.

## Географија
Машић се налази око 5 км сјевероисточно од Драгалића.

## Историја
Трудом и трошком Јована Бекића, граничарског надпоручника административном у Машићу, подигнута је црква 1857. године. Била је то православна црква Св. Илије у месту. Бекић је скупљао прилоге у месту и околини. Машић је био компанијско место у Градиштанској регименти, са само 25 православних домова. Али било је кућа које су дале и по 200 ф. прилога. Многи трговци из Градишке су дали прилог за црквицу, издвајајући до 100 ф. Највише је од свих одвојио Андрија Мандровић - 400 ф. у новцу и стварима.
До територијалне реорганизације у Хрватској насеље се налазило у саставу бивше општине Нова Градишка. Током рата у Хрватској, место се налазило у близини линије разграничења између две сукобљене стране и претрпело је ратна разарања.

## Становништво
Према попису становништва из 2011. године, насеље Машић је имало 266 становника.
| Националност       | 1991. | 1981. | 1971. | 1961. |
| Срби               | 503   | 421   | 485   | 417   |
| Хрвати             | 94    | 90    | 110   | 140   |
| Југословени        | 25    | 92    | 1     |       |
| остали и непознато | 27    | 27    | 16    | 16    |
| Укупно             | 649   | 630   | 612   | 573   |

| Демографија | Демографија | Демографија |
| Година      | Становника  | Становника  |
| ----------- | ----------- | ----------- |
| 1961.       | 573         |             |
| 1971.       | 612         |             |
| 1981.       | 630         |             |
| 1991.       | 649         |             |
| 2001.       | 194         |             |
| 2011.       |             | 266         |

## Попис 1991.
На попису становништва 1991. године, насељено место Машић је имало 649 становника, следећег националног састава:
| Попис 1991.‍  | Попис 1991.‍  | Попис 1991.‍ | Попис 1991.‍ | Попис 1991.‍ |
| ------------ | ------------ | ----------- | ----------- | ----------- |
|              |              |             |             |             |
| Срби         | Срби         |             | 503         | 77,50%      |
| Хрвати       | Хрвати       |             | 94          | 14,48%      |
| Југословени  | Југословени  |             | 25          | 3,85%       |
| Словенци     | Словенци     |             | 2           | 0,30%       |
| Македонци    | Македонци    |             | 1           | 0,15%       |
| Украјинци    | Украјинци    |             | 1           | 0,15%       |
| неопредељени | неопредељени |             | 10          | 1,54%       |
| регион. опр. | регион. опр. |             | 1           | 0,15%       |
| непознато    | непознато    |             | 12          | 1,84%       |
| укупно: 649  |              |             |             |             |

## Познати Машићани
- Воја Царић, српски писац
- Милан Радановић, српски историчар